# Hrabstwo Buena Vista

Piramida wieku hrabstwa

Buena Vista – hrabstwo w USA, w stanie Iowa. Założone w 1851 roku. Według danych z 2000 roku hrabstwo liczyło 20411 mieszkańców.

## Miasta i miejscowości
| - Albert City - Alta - Lakeside | - Linn Grove - Marathon - Newell | - Rembrandt - Sioux Rapids | - Storm Lake - Truesdale |

## Gminy
| - Barnes - Brooke - Coon - Elk - Fairfield | - Grant - Hayes - Lee - Lincoln - Maple Valley | - Newell - Nokomis - Poland - Providence - Scott | - Washington |

## Najważniejsze drogi
- U.S. Highway 71
- Iowa Highway 3
- Iowa Highway 7
- Iowa Highway 10
- Iowa Highway 110

## Sąsiednie hrabstwa
- Hrabstwo Clay
- Hrabstwo Pocahontas
- Hrabstwo Sac
- Hrabstwo Cherokee